# Расследование спецпрокурора Мюллера
Расследование специального прокурора — расследование российского вмешательства в выборы в Соединенных Штатах в 2016 году и наличия подозрительных связей между соратниками Трампа и российскими должностными лицами, проведённое специальным прокурором Робертом Мюллером с мая 2017 по март 2019 года. Его также называли российским расследованием и расследованием Мюллера. С июля 2016 года Федеральное бюро расследований (ФБР) тайно расследовало деятельность российских оперативников и членов президентской кампании Трампа под кодовым названием «Crossfire Hurricane». В мае 2017 года президент Дональд Трамп уволил директора ФБР Джеймса Коми, за недостаточную обработку связей Хиллари Клинтон и России. В течение восьми дней, после призыва к действию со стороны демократических законодателей и публикацией Коми записей своих разговоров с Д. Трампом, заместитель генерального прокурора Род Розенштейн назначил Мюллера, бывшего директора ФБР, специальным прокурором для продолжения начатого ФБР расследования. Согласно акту о назначении, сфера расследования включала утверждения о «связях и/или координации» между российским правительством и лицами, связанными с кампанией Трампа, а также любые другие вопросы, могущие возникнуть во время расследования. Была также уголовная часть расследования, которое рассматривало потенциальные обвинения в препятствовании правосудию против Трампа и членов его кампании или его администрации.
В общей сложности следователи Мюллера предъявили обвинения тридцати четырём лицам и трем компаниям. Восемь из них признали себя виновными или были осуждены за уголовные преступления, в том числе пять соратников Трампа и должностных лиц кампании. Ни один из этих пяти обвинительных приговоров «не включал в себя заговор между избирательной кампанией и русскими» и «Мюллер не обвинял и не предлагал обвинения в том, […] работала ли кампания Трампа с россиянами, чтобы повлиять на выборы». Расследование было, однако, более комплексным. 29 мая 2019 года на пресс-конференции Мюллер заявил о том, что «если бы у нас была уверенность в том, что президент явно не совершал преступления, мы бы так и сказали. Однако мы не определили, совершил ли президент преступление… Президент не может быть обвинен в федеральном преступлении, пока он находится на своем посту. Это неконституционно. Даже если обвинение держится под грифом „секретно“ и скрыто от посторонних глаз — это всё равно запрещено.»
Генерал-лейтенант Майкл Флинн, который был назначен советником по национальной безопасности новой администрацией Трампа, был осужден за ложные заявления следователям ФБР о его разговорах с российским послом Сергеем Кисляком во время транзита власти, и уволен со своей должности. Бывший председатель кампании Трампа Пол Манафорт был признан виновным в восьми уголовных преступлениях, связанных с уклонением от уплаты налогов и банковском мошенничестве в связи с его прежней лоббистской деятельностью на благо Партии регионов бывшего президента Украины Виктора Януковича. Позже он признал себя виновным в заговоре государственного масштаба и воспрепятствовании правосудию; в общей сложности, он был приговорен к более чем семи годам тюремного заключения. В феврале 2018 года команда Мюллера предъявила обвинения тринадцати российским гражданам и трем российским организациям, включая Агентство интернет-исследований (IRA), за проведение кампаний в социальных сетях об американских выборах, и двенадцати членам российской группы кибершпионажа «ГРУ», известной как Fancy Bear, за взлом и утечку электронных писем центрального органа Демократической партии. В июне 2018 года Константин Килимник, деловой партнёр Манафорта в Украине, был обвинен в подтасовке свидетелей по указанию Манафорта; Килимник подозревается в работе на российскую разведку. Личный адвокат Трампа Майкл Коэн признал себя виновным в совершении тайных платежей Stormy Daniels и Карен Макдугал в нарушение законов о финансировании кампании, и был осужден за несколько несвязанных пунктов обвинения о банковском и налоговом мошенничестве. Советник кампании Джордж Пападопулос был осужден за дачу ложных показаний ФБР. Лоббистка российского оружия Мария Бутина была допрошена следователями специального прокурора, затем привлечена к ответственности подразделением Национальной безопасности и заключена в тюрьму за шпионаж. Давний советник Трампа Роджер Стоун, тот, кто встречался с русским человеком, предлагающим продать уничижительную финансовую информацию о Хиллари Клинтон, был обвинен по семи пунктам обвинения и не признал себя виновным. Десятки текущих расследований, первоначально проводившиеся канцелярией специального прокурора, были направлены окружным и государственным прокурорам, другим отделениям Министерства юстиции (МЮ) и другим федеральным агентствам.
Расследование было официально завершено 22 марта 2019 года, с докладом Мюллера, представленным Генеральному прокурору Уильяму Барру. Барр был критически настроен по отношению к расследованию, ещё до того, как стал генеральным прокурором. Отредактированная версия отчета была выпущена для общественности 18 апреля 2019 года. В докладе был сделан вывод о том, что имели место две формы российского вмешательства, «нарушившие уголовное право США.» Во-первых, кампания IRA в социальных сетях поддержала кандидатуру Трампа в президенты, атакуя Клинтон. Во-вторых, российская разведка взломала и обнародовала разрушительные материалы кампании Клинтон и различных организаций Демократической партии. Расследование «выявило многочисленные связи между российским правительством и кампанией Трампа» и определило, что штаб Трампа «ожидал, что он выиграет выборы» благодаря российским хакерским усилиям. Однако в конечном итоге «расследование не установило, что члены предвыборного штаба Трампа сговорились или координировали с российским правительством свою деятельность по вмешательству в выборы». Доказательства не были полными из-за зашифрованных, удаленных или несохраненных сообщений, а также ложных, неполных или отклоненных показаний. Мюллер позже сказал, что вывод следствия о российском вмешательстве «заслуживает внимания каждого американца».
О потенциальном препятствии правосудию со стороны президента Трампа расследование «не пришло к выводу, что президент совершил преступление», поскольку следователи не будут обвинять действующего президента в соответствии с мнением офиса юрисконсульта (OLC) и не будут обвинять его в преступлении, когда он не может оправдаться в суде. Однако, расследование «также не оправдывает» Трампа, выявляя как государственные, так и частные действия «президента, способные оказать неправомерное влияние на правоохранительные расследования». Были описаны десять эпизодов потенциальной обструкции со стороны президента. В докладе говорится, что Конгресс должен решить, препятствовал ли Трамп правосудию, и имеет право принять меры против него. Генеральный прокурор Барр и заместитель генерального прокурора Род Розенштейн, который санкционировал расследование Мюллера, решили 24 марта 2019 года, что доказательств недостаточно для установления факта воспрепятствования осуществлению правосудия. После своей отставки 29 мая 2019 года Мюллер заявил, что: «Конституция требует, чтобы процесс, отличный от системы уголовного правосудия, официально обвинял действующего президента в совершении правонарушений». В июле 2019 года Мюллер свидетельствовал Конгрессу, что президент может быть обвинен в воспрепятствовании правосудию (или в других преступлениях) после того, как покинет свой пост.

## Оригинальные заявления о причастности России к выборам
Первое публичное утверждение правительства США о российских усилиях по влиянию на выборы 2016 года было сделано в совместном заявлении 22 сентября 2016 года сенатором Дайэнн Файнстайн и членом Палаты представителей Адамом Шиффом, ведущими демократами в Сенате и комитетах Палаты представителей по разведке соответственно. Разведывательное сообщество США опубликовало аналогичное заявление пятнадцать дней спустя.
В январе 2017 года была опубликована оценка офиса директора Национальной разведки, возглавляемого назначенцем Обамы Джеймсом Клэппером, в которой утверждалось, что российское руководство предпочло кандидата в президенты Дональда Трампа соперничающему кандидату Хиллари Клинтон, добавив, что президент России Владимир Путин лично приказал провести "кампанию влияния", чтобы нанести ущерб избирательным шансам Клинтон и "подорвать общественную веру в демократический процесс в США". Утверждалось, что российское правительство вмешалось в президентские выборы 2016 года, поддержав кандидатуры Трампа, Берни Сандерса, и Джилл Стайн, чтобы увеличить политическую нестабильность в Соединенных Штатах, а также нанести ущерб президентской кампании Клинтон.

## Начало расследования и полномочия
Когда специальный прокурор был назначен Родом Розенштейном в мае 2017 года, Роберт Мюллер взял на себя существующее контрразведывательное расследование Федерального бюро расследований (ФБР) в отношении того, что оказалось вмешательством России в выборы в Соединенных Штатах в 2016 году и многочисленными секретными связями между соратниками Трампа и российскими чиновниками. Согласно сообщениям, австралийские официальные лица сообщили американским официальным лицам, что в мае 2016 года советник президента Трампа Джордж Пападопулос сообщил австралийскому Верховному комиссару в Великобритании Александру Даунеру, что российские чиновники располагали политически вредной информацией, касающейся Хиллари Клинтон, соперницы кандидата в президенты Трампа от Демократической партии. Поскольку ФБР в ответ на эту информацию открыло расследование связей между соратниками Трампа и российскими чиновниками 31 июля 2016 года, встреча Пападопулоса и Даунера считается "искрой", которая привела к расследованию Мюллера. В феврале 2018 года, в Nunes memo (письме, написанном помощниками Девина Нуньеса), для члена палаты представителей США Девина Нуньеса, описывалось, что информация о Пападопулосе "вызвала открытие" оригинального расследования ФБР, а не досье Трамп-Россия, как утверждали, в частности, Трамп, Нуньес, ведущие Fox News Стив Дучи, Эд Генри, Такер Карлсон, Шон Ханнити и участник Fox News Эндрю Маккарти.
Специальный прокурор также взял на себя расследование ФБР о том, совершил ли президент Трамп препятствие правосудию, которое началось в течение восьми дней после увольнения Трампом директора ФБР Джеймса Коми. CNN сообщала в декабре 2018 года, что тогдашний директор ФБР Эндрю Маккейб начал расследование причин увольнения Коми, вследствие письменных рекомендаций Розенштейна о том, что стало известно как "Comey memo", а также утверждений Коми о том, что Трамп попросил его прекратить расследование в отношении бывшего советника Трампа по национальной безопасности Майкла Флинна. В феврале 2019 года Маккейб, уволенный из ФБР, подтвердил, что он препятствовал расследованиям по этим причинам, и рассказал интересные факты, такие как многочисленные описания Трампом расследований в отношении партнёров Трампа и России как "охоты на ведьм", кроме того Трамп якобы заявлял заместителю генерального прокурора Роду Розенштейну, чтобы тот упомянул российский след в записке Розенштейна, для увольнения Коми, и упомянул комментарии Трампа российскому послу и NBC, касающиеся увольнения Коми в связи с российским следом.

### Назначение и первоначальный надзор
Расследование, проводимое специальным прокурором, подлежало надзору со стороны Генерального прокурора. После того, как возникли вопросы относительно контактов между тогдашним сенатором Джеффом Сешнсом и российским послом Сергеем Кисляком в 2016 году, одним из первых действий, совершенных Сешнсом после назначения Генеральным прокурором, был самоотвод от любых расследований Министерства юстиции в отношении российского вмешательства в выборы.
После того, как Генеральный прокурор Сешнс объявил самоотвод, надзор за любым российским расследованием выборов 2016 года упал на заместителя генерального прокурора Рода Розенштейна, назначенного Трампом. В рамках своего надзора Розенштейн назначил Роберта Мюллера специальным советником в мае 2017 года с мандатом "наблюдать за ранее подтвержденным расследованием ФБР усилий российского правительства по влиянию на президентские выборы 2016 года и связанные с этим влиянием вопросы".
Розенштейн заявил, что он откажется от надзора за Мюллером, если он сам станет предметом расследования из-за его роли в увольнении Коми. Если бы Розенштейн взял самоотвод, его обязанности в этом вопросе взял бы на себя третий заместитель министра юстиции, помощник Генерального прокурора Джесси Пануччо. До тех пор, пока преемник не займёт эту должность, Генеральный солиситор Ноэль Франсиско возьмет на себя полномочия помощника генерального прокурора.

### Причины назначения специального прокурора

#### Увольнение Джеймса Коми
Назначение специального прокурора 17 мая 2017 года произошло после протестов, в основном от демократов, по поводу того, что президент Трамп уволил директора ФБР Джеймса Коми 9 мая 2017 года. В Конгрессе, в ответ на увольнение Коми, более 130 демократических законодателей призвали к назначению специального прокурора, более 80 демократических законодателей призвали к независимому расследованию, в то время как более 40 республиканских законодателей выразили вопросы или опасения. Ещё одним фактором для назначения специального прокурора было изменение мотивов Трампа для увольнения, в некоторых из них он, казалось, подразумевал, что уволил Коми из-за российского расследования. Кроме того, в попытке подстегнуть назначение специального прокурора, Коми организовал утечку в прессу некоторых заметок, в которых он заявил, что Трамп попросил его закончить расследование в отношении Майкла Флинна.
Если изначально появилось письмо о прекращении полномочий и первоначальные заявления нескольких чиновников администрации о том, что Трамп уволил Коми исключительно по рекомендациям генерального прокурора Джеффа Сешнса и заместителя генерального прокурора Рода Розенштейна, то позже обнаружилось несколько других причин. Некоторые процитировали записку Розенштейна и последующее утверждение Коми о том, что Трамп попросил Коми отказаться от расследования ФБР в отношении бывшего советника по национальной безопасности Майкла Флинна.
По словам "четырех чиновников Конгресса", увольнение произошло всего через несколько дней после того, как Коми запросил дополнительные ресурсы для активизации расследования о вмешательстве России в выборы (Министерство юстиции отрицало, что такой запрос был сделан). 9 мая, за несколько часов до увольнения, было обнаружено, что федеральные прокуроры выпустили повестки в суд большого жюри для контрагентов Флинна, что представляет собой значительную эскалацию расследования ФБР о российском вмешательстве.
В интервью NBC News Трамп заявил, что, когда он решил уволить Коми, "я сказал себе:" вы знаете, эта Россия с Трампом и Россией-это придуманная история." Во время встречи 10 мая в Овальном кабинете с министром иностранных дел России Сергеем Лавровым и послом России Сергеем Кисляком Трамп якобы сказал российским чиновникам: "я только что уволил главу ФБР. Он был сумасшедшим, настоящим психом ... Я столкнулся с большим давлением из-за России. Это снято ... Я не под следствием."
Призывы к специальному прокурору "усилились" после увольнения Коми, согласно Washington Post, и Мюллер был назначен через восемь дней после увольнения. Назначение Мюллера ознаменовало "уступку администрации Трампа демократическим требованиям" для расследования, которое будет проводиться независимо от Министерства юстиции, согласно Washington Post.
The New York Times сообщала 11 января 2019 года, что контрразведка ФБР обеспокоилась связями Трампа с Россией во время кампании 2016 года, но отложила начало расследования из-за неопределенности в том, как действовать по такому чувствительному вопросу. Поведение Трампа в течение нескольких дней непосредственно до и после увольнения Коми заставило их начать расследование того, работал ли Трамп от имени России против интересов США, сознательно или бессознательно. ФБР объединило данное контрразведывательное расследование с уголовным расследованием препятствования правосудию, связанным с увольнением Коми. Мюллер взял на себя это расследование после своего назначения, хотя не сразу стало ясно, занимался ли он контрразведкой.

#### Компетенции
Заместитель генерального прокурора Род Розенштейн, в своей роли исполняющего обязанности генерального прокурора по вопросам, связанным с кампанией из-за отвода Генерального прокурора Джеффа Сешнса, назначил Мюллера, бывшего директора ФБР, в качестве специального советника Министерства юстиции США (DOJ) с полномочиями расследовать вмешательство России в выборы в США в 2016 году, включая изучение любых связей или координации между президентской кампанией Трампа в 2016 году и российским правительством; "любые вопросы, которые возникли или могут возникнуть непосредственно из расследования"; и любые другие вопросы в рамках 28 C. F. R. § 600.4 (a).
Как специальный прокурор, Мюллер имел право выдавать повестки в суд, нанимать сотрудников, запрашивать финансирование и преследовать федеральные преступления в связи с вмешательством в выборы наряду с другими преступлениями, которые он может раскрыть. Конституционность обвинения действующего президента остаётся нерешенным юридическим вопросом.

### Публикация результатов расследования
Закон "О специальном прокуроре" требует, чтобы специальный прокурор конфиденциально представлял действующему генеральному прокурору доклад о результатах расследования. Генеральный прокурор, в данном случае Уильям Барр, затем должен представить резюме выводов Конгрессу, хотя он имеет право на значительную сдержанность в том, насколько подробно он предоставляет. Полное обнародование выводов Мюллера Конгрессу и общественности не гарантировано. Если Конгресс будет недоволен представленным резюме, он может вызвать в суд полный отчет Мюллера и, при необходимости, подать иск в федеральный суд. Конгресс также может вызвать Мюллера для дачи показаний.
Адвокаты Белого дома ожидают предварительного просмотра любых выводов, которые Барр решит предоставить Конгрессу и общественности, чтобы рассмотреть вопрос о предоставлении исполнительной власти привилегии воздерживаться от публикации информации, полученной из внутренних документов и интервью с официальными лицами Белого дома. Комментаторы отметили, что исполнительная привилегия не может быть использована, если цель состоит в том, чтобы защитить проступок или незаконное поведение.
14 марта 2019 года палата проголосовала за 420-0 в пользу необязательной резолюции, призывающей к тому, чтобы полный отчет специального адвоката был предоставлен Конгрессу и общественности, исключая секретную информацию или информацию большого жюри. В тот же день законопроект был предоставлен в Сенат для единогласного голосования, но был заблокирован сенатором Линдси Грэмом, который сказал, что ему нужен пункт, требующий назначения специального прокурора для расследования обвинений против кампании Клинтон в 2016 году. 15 марта Трамп заявил, что "не должно быть никакого отчета Мюллера", потому что "это было незаконное и противоречивое расследование." Пять дней спустя он заявил: Я сказал Палате представителей: "Если вы хотите, пусть [общественность] увидит это", - добавив: "Это зависит от генерального прокурора." 25 марта 2019 года лидер большинства в Сенате Митч Макконнелл заблокировал попытку лидера меньшинства в Сенате Чака Шумера принять ту же резолюцию, одобренную палатой одиннадцатью днями ранее.
Специальный прокурор представил свой доклад Генеральному прокурору Барру 22 марта 2019 года. Через два дня, 24 марта, Барр направил Конгрессу четырёхстраничное письмо с изложением выводов о вмешательстве России в президентские выборы 2016 года и препятствовании правосудию.
Барр сказал, что доклад будет представлен Конгрессу к середине апреля, с некоторыми редакциями любой информации, которая будет "потенциально компрометировать источники и методы или необоснованно ущемлять личную конфиденциальность и репутационные интересы периферийных третьих сторон". Двухтомная отредактированная версия полного отчета была публично выпущена 18 апреля 2019 года. Менее отредактированный вариант доклада в конечном итоге будет представлен ограниченному числу членов Конгресса.

## Большое жюри
3 августа 2017 года Мюллер возглавил большое жюри в Вашингтоне, округ Колумбия, в рамках своего расследования. Большое жюри имеет право вызывать в суд документы, требовать от свидетелей давать показания под присягой и выносить обвинительные заключения по уголовным обвинениям, если будет найдена вероятная причина.
Вашингтонское большое жюри отделено от более раннего Виргинского большого жюри, расследующего дело Майкла Флинна; дело Флинна было поглощено общим расследованием Мюллера.

### Показания большого жюри
Большое жюри предъявило повестки тем, кто участвовал в собрании в Trump Tower, состоявшемся 9 июня 2016 года в Trump Tower, где также находился штаб президентской кампании Трампа.
Ринат Ахметшин, лоббист российского происхождения и бывший офицер Советской Армии, участник встречи Дональда Трампа-младшего, дал показания под присягой в течение нескольких часов 11 августа 2017 года.
Джейсон Малони, пресс-секретарь Пола Манафорта, давал показания под присягой более двух часов 15 сентября 2017 года. Малони был нанят Манафортом после пяти месяцев, когда он служил председателем президентской кампании Трампа в 2016 году, чтобы ответить на вопросы об участии Манафорта в кампании Трампа.
Сэм Кловис дал показания в течение недели 23 августа 2017 года.
Картер Пейдж дал показания в октябре 2017.
Джордж Надер, ливано-американский бизнесмен, который консультирует наследного принца ОАЭ Мухаммеда бен Заида Аль-Нахайяна, дал показания в течение недели, предшествующей 5 марта 2018 года.
NBC News сообщила 25 августа 2017 года, что "в последние дни" большое жюри вызвало в суд свидетельские показания руководителей шести фирм по связям с общественностью, которые работали с председателем кампании Трампа Полом Манафортом по лоббированию усилий в Украине.
16 января 2018 года The New York Times сообщила, что Стив Бэннон был вызван в суд Мюллером для дачи показаний перед постоянным большим жюри в Вашингтоне, округ Колумбия. Reuters и CNN сообщили на следующий день, что Бэннон заключил сделку с командой Мюллера, чтобы быть опрошенным прокурорами вместо дачи показаний перед Большим жюри. 15 февраля 2018 года несколько источников сообщили, что эти интервью проходили в течение нескольких дней на этой неделе. TMZ сообщает, что Кристин М. Дэвис," Манхэттенская мадам", которая ранее работала на Роджера Стоуна, была вызвана в суд в июне 2018 года. 10 августа 2018 года федеральный судья признал бывшего помощника Стоуна Эндрю Миллера виновным в неуважении к суду за отказ давать показания перед Большим жюри. Кроме того, в тот же день расследование Мюллера вызвало в суд Рэнди Кредико, которого Стоун называл своим "каналом связи" с Джулианом Ассанжем. The Wall Street Journal сообщила 14 ноября 2018 года, что следователи Мюллера изучают, занимался ли Стоун подделкой свидетелей, запугивая Credico в поддержку своих утверждений.
Джером Корси, бывший глава вашингтонского бюро Infowars, был вызван в суд 7 сентября 2018 года перед Большим жюри Мюллера. Адвокат Корси сказал, что он ожидал, что его клиента спросят о его связи с Роджером Стоуном, который, казалось, заранее знал, что WikiLeaks выпустит негативную информацию о кампании Клинтон.

## Команда юристов
В расследовании участвовали несколько юридических групп, в частности адвокаты, контролируемые специальным прокурором Робертом Мюллером, принимающим участие в расследовании; команда, защищающая президента Трампа в его личном качестве; и команда, представляющая Белый дом как учреждение, отдельное от президента.
По данным CNN, по состоянию на август 2018 года в команду обвинения входят 15 адвокатов во главе с Мюллером и дополнительный вспомогательный персонал из более чем 30 человек. Было несколько сообщений об уходе из команды Мюллера.
У защиты есть два компонента: Эммет Флуд, представляющий Белый дом, и команда, представляющая лично Трампа, включая Джея Секулова, Эндрю Иконому, Руди Джулиани, юридическую фирму Raskin & Raskin и Джоанну Хендон. Бывшие члены команды защиты включают эксперта по преступлениям белых воротничков Джона Дауда и Тая Кобба, представляющего канцелярию президента.
Юридическая команда Мюллера последовательно критиковалась, как предвзятая против президента Трампа, который когда-то называл эту команду "13 сердитыми демократами". Однако сам Мюллер является зарегистрированным республиканцем, и выбор нанимать или не нанимать профессиональных адвокатов на основе политической принадлежности противоречит как политике Министерства юстиции, так и федеральному законодательству.

## Изменения в руководстве надзорной деятельностью

### Приход Уитакера
По мере развития расследования Мюллера Трамп неоднократно выражал гнев по поводу решения Генерального прокурора Сешнса взять самоотвод. В июле 2017 года Трамп сказал, что Сешнс должен был сообщить ему о предстоящем отводе, прежде чем Трамп назначил его, тогда он назначил бы кого-то другого на пост генерального прокурора. В мае 2018 года Трамп сказал, что он лучше бы назначил кого-то другого, а не Сешнса на пост генерального прокурора. В августе 2018 Года, Трамп заявил, что работа Сешнса была безопасной, по крайней мере, до промежуточных выборов 2018 года в США. Сешнс подал в отставку с поста генерального прокурора 7 ноября 2018 года, на следующий день после промежуточных выборов, написав, что он ушёл в отставку по просьбе Трампа.
С отставкой Сешнса Трамп назначил Мэтью Уитакера, главу штаба сешнса, исполняющим обязанности генерального прокурора 7 ноября 2018 года. Это означало, что Уитакер взял на себя надзор за расследованием Мюллера от заместителя генерального прокурора Розенштейна.
Ранее в августе 2017 года, за месяц до прихода в Министерство юстиции в качестве начальника штаба Сешнса, Уитакер написал колонку мнений для CNN под названием "Расследование Мюллера против Трампа заходит слишком далеко". Он заявил, что расследование Мюллера - это "самосуд", что он должен быть ограничен и не должен зондировать финансы Трампа. Уитакер также утверждал в 2017 году, что встреча в Trump Tower не была ни неправильной, ни доказательством сговора. The New York Times сообщала, что помощники Белого дома и другие люди, близкие к Трампу, ожидали, что Уитакер "обуздает" расследование.
Уитакер, лоялист Трампа, которого глава администрации Белого дома Джон Келли описывал как "глаза и уши" западного крыла в Министерстве юстиции, публично критиковал расследование Мюллера несколько раз, прежде чем присоединиться к Министерству юстиции в сентябре 2017 года, утверждая, что оно "зашло слишком далеко" и ссылаясь на него как на "толпу Линча". Уитакер также является личным другом Сэма Кловиса, бывшего сопредседателя кампании Трампа, который дал показания следователям Мюллера и Большому жюри. Из-за его предыдущих заявлений и участия, многие демократы и некоторые республиканцы утверждали, что потенциальные конфликты интересов Уитакера требуют, чтобы он взял самоотвод от наблюдения за Мюллером, хотя Уитакер, как сообщается, указал, что он не собирался этого делать. Чиновники Министерства юстиции по этике обычно рассматривают конфликты интересов, чтобы рекомендовать отводы, но их выводы не являются обязательными и, как правило, остаются конфиденциальными.

### Приход Барра
7 декабря 2018 года президент Трамп заявил, что выдвинет кандидатуру Уильяма Барра на вакантный пост генерального прокурора. Барр ранее был генеральным прокурором при президенте Джордже Буше-младшем.
Во время слушаний по утверждению в январе 2019 года Барр предположил, что выводы расследования могут быть скрыты от общественности, поскольку их раскрытие не предусмотрено законом. В июне 2018 года Барр отправил незапрошенную 19-страничную записку заместителю генерального прокурора Роду Розенштейну и адвокатам Трампа, утверждая, что подход специального прокурора к потенциальному препятствию правосудию Трампом был "фатально неверно понят" и что, основываясь на его знаниях, действия Трампа были в пределах его президентских полномочий. В июне 2017 года Барр охарактеризовал расследование обструкции как "ослиное" и что оно "принимает вид политической операции по свержению президента". Трамп заявил в интервью в феврале 2019 года, что он не брал на себя обязательство выпустить отчет Мюллера.
14 февраля 2019 года Барр был приведен к присяге в качестве генерального прокурора после того, как Сенат одобрил его назначение голосованием 54-45 в тот день, таким образом, получив контроль над расследованием Мюллера от Уитакера.

## Предмет
Заместитель генерального прокурора Род Розенштейн, исполняющий обязанности генерального прокурора в связи с отводом Генерального прокурора Джеффа Сешнса, уполномочил Мюллера расследовать и преследовать в судебном порядке "любые связи и / или координацию между российским правительством и лицами, связанными с кампанией президента Дональда Трампа", а также "любые вопросы, которые возникли или могут возникнуть непосредственно из расследования" и любые другие вопросы в рамках 28 CFR 600.4 – юрисдикция.

### Вмешательство России в выборы
В конце июля 2016 года ФБР открыло контрразведывательные расследования в отношении четырёх американцев, которые имели контакт с Трампом, чтобы определить, могли ли они координировать действия или сотрудничать с Россией. Эти расследования стали частью портфеля специального прокурора.
Американские спецслужбы в январе 2017 года пришли "с высокой степенью уверенности" к выводу, что российское правительство вмешалось в выборы путем взлома компьютерных серверов Демократического национального комитета (DNC) и личного аккаунта Gmail председателя предвыборной кампании Клинтон Джона Подесты и пересылки их содержимого в WikiLeaks, а также путем распространения поддельных новостей, продвигаемых в социальных сетях, и путем проникновения или попытки проникнуть в избирательные системы и базы данных нескольких штатов. De Volkskrant сообщил 25 января 2018 года, что голландская разведка AIVD проникла в российскую хакерскую группу Cozy Bear в 2014 году и в 2015 году наблюдала, как они взламывают DNC в режиме реального времени, а также захватывают изображения хакеров с помощью камеры безопасности в своем рабочем пространстве. The New York Times сообщила 18 июля 2018 года, что американские, британские и голландские спецслужбы наблюдали украденные электронные письма DNC в российских сетях военной разведки. NBC News сообщала 1 марта 2018 года, что именно Мюллер собирал материалы для возбуждения уголовного дела против россиян, осуществивших взлом и утечку информации. Эти обвинения были предъявлены 13 июля 2018.
Влияние России на американских избирателей через социальные сети является основным направлением расследования Мюллера. Мюллер использовал ордер на обыск, чтобы получить подробную информацию о российских покупках на Facebook. По словам бывшего федерального прокурора, ордер означает, что прокурор был убежден, что иностранцы незаконно способствовали влиянию на выборы в США через рекламу в Facebook.
13 февраля 2018 года в своих показаниях перед сенатским комитетом по разведке руководители шести ведущих американских спецслужб единогласно подтвердили вмешательство России. Три источника, знакомые с мышлением Трампа, сказали CNN, что он по-прежнему не убежден, что Россия вмешалась, потому что это предполагает, что он не выиграл выборы исключительно по своим собственным заслугам.
Во время пресс–конференции 16 июля 2018 года на саммите Россия-США 2018 года в Хельсинки, Финляндия, президента Путина спросили: "Вы хотели, чтобы президент Трамп выиграл выборы, направляли ли вы кого-либо из своих чиновников, чтобы помочь ему это сделать?"Путин ответил:" Да, я так и сделал. Да, это так. Потому что он говорил о возвращении российско-американских отношений в нормальное русло."
Мюллер в докладе пришёл к выводу, что, хотя не было никаких доказательств того, что кампания Трампа координировались с Россией, чтобы повлиять на выборы, российское правительство пыталось повлиять на выборы в пользу Трампа, взломав демократические политические организации и распространив "дезинформацию через социальные сети".

### Связи между соратниками Трампа и российскими чиновниками
Ещё весной 2015 года американские спецслужбы начали прослушивать разговоры, в которых российские правительственные чиновники, некоторые в Кремле, обсуждали соратников Трампа, тогда кандидата в президенты.
The New York Times сообщила 14 февраля 2017 года, что телефонные записи и перехваты сообщений показали, что соратники Трампа, включая членов кампании Трампа, имели "повторные контакты" с высокопоставленными российскими разведчиками во время кампании 2016 года. Пол Манафорт был единственным помощником Трампа, который был точно идентифицирован как участвующий в этих сообщениях. Кроме того, некоторые партнёры Трампа, в том числе Кушнер, Трамп-младший, Сешнс, Флинн и Манафорт, имели прямые контакты с российскими официальными лицами в течение 2016 года. Майкл Флинн был вынужден уйти с поста советника по национальной безопасности 13 февраля 2017 года, после того как выяснилось, что 29 декабря 2016 года, в день, когда Обама объявил о санкциях против России, Флинн обсудил санкции с российским послом Кисляком. Флинн ранее признал, что говорил с Кисляком, но отрицал обсуждение санкций. Также в декабре 2016 года Флинн и советник президента Джаред Кушнер встретились с Кисляком, надеясь установить прямую, безопасную линию связи с российскими официальными лицами, о которой американские спецслужбы не будут знать. Джаред Кушнер также встретился с Сергеем Горьковым, главой Российского государственного банка Внешэкономбанк (ВЭБ), который был под американскими экономическими санкциями с июля 2014 года. Флинн и Кушнер не сообщали об этих встречах в своих формах допуска к секретности.